# Фёдоровка (Винницкий район)
Фёдоровка (укр. Федорівка) — село на Украине, находится в Тывровском районе Винницкой области.
Код КОАТУУ — 0524584007. Население по переписи 2001 года составляет 146 человек. Почтовый индекс — 23333. Телефонный код — 4355.
Занимает площадь 0,856 км².

## Адрес местного совета
23333, Винницкая область, Тывровский район, с. Марковка, ул. Кошевого, 4